# 王文良
王文良（1954年—），山东蓬莱人，汉族，中华人民共和国企业家、政治人物，中国侨联委员、辽宁省侨联副主席，日林实业集团董事长、丹东港集团董事长、丹东市慈善总会副会长，辽宁省十届、十一届人大代表，第十二届全国人大代表。

## 生平
早年曾在丹东市政府工作，后于九十年初下海经商。2005年2月任日林建设集团公司董事长、总裁。2005年日林建设集团正式控股丹东港集团，王文良任丹东港集团董事长。
2012年获美国南卡罗莱纳大学工商管理专业荣誉博士学位。2013年，被选为全国人大代表。2016年因涉嫌贿选被认定当选无效。
其外甥钟丹于2001至2009年在中国驻纽约总领馆和中国驻美大使馆任外交官，在纽约被陪审团裁定其被控的5项罪名全部成立。星期五，12人组成的陪审团在纽约东区联邦法院作出裁决，被告钟丹串谋强迫劳工、强迫劳工、与强迫劳工有关的隐瞒文件、串谋偷运外国人、串谋签证欺诈五项罪名全部成立。。